# Маніяк-поліцейський 3
Маніяк поліцейський 3: Знак мовчання (англ. Maniac Cop 3: Badge of Silence) — американський фільм жахів 1993 року, знятий режисером Вільямом Лустігом.

## Сюжет
Темної дощової ночі поліція потрапляє в складну ситуацію: божевільний наркоман взяв в заручники в аптеці помічника фармацевта і влаштував нещадну перестрілку з кількома офіцерами. Він ранить поліцейську Кейт Салліван, яка втрачає свідомість і впадає в коматозний стан. Цей інцидент знімає на відеоплівку жадібна до сенсацій кінокомпанія. В результаті інтенсивної перестрілки були смертельно поранені кілька поліцейських і цивільних осіб. Кейт Салліван, що знаходиться при смерті, хочуть звинуватити у використанні надмірної сили. Тим часом повстав з могили з допомогою священика і обряду вуду, Метт Корделл який починає мстити корумпованим посадовцям, які хочуть підставити його колишню напарницю. Детектив Шон Маккіні розслідує ці численні вбивства, впізнає знайомий почерк Корделла і, зрозумівши що той ще живий, вирішує зупинити його. Тим часом Метт намагається шляхом обряду вуду воскресити свою вмираючу напарницю.

## У ролях
| Актор                   | Роль                            |
| ----------------------- | ------------------------------- |
| Роберт Деві             | детектив Шон Маккіні            |
| Роберт З'Дар            | Метт Корделл                    |
| Кейтлін Дюлейні         | лікар Сьюзен Фаулер             |
| Гретчен Бекер           | Кеті Салліван                   |
| Пол Глісон              | Генк Куні                       |
| Джекі Ерл Гейлі         | Френк Джессопа                  |
| Джуліус Гарріс          | жрець вуду                      |
| Гранд Буш               | Віллі                           |
| Даг Севант              | лікар Пітер Майєрсон            |
| Роберт Форстер          | лікар Пауелл                    |
| Боббі Ді Чікко          | священик                        |
| Френк Пеше              | Тріббл                          |
| Лу Діаз                 | Леон                            |
| Бренда Варда            | Ліндсі                          |
| Ванесса Маркес          | Террі                           |
| Денні Пірс              | людина, яка ставить запитання   |
| Тед Реймі               | репортер                        |
| Вінні Керто             | Кеньон                          |
| Джофрі С. Браун         | Деграція                        |
| Джеффрі Андерсон-Гюнтер | двірник                         |
| Джеффрі Гілтон          | підліток свідок                 |
| Барбара Пілавін         | Нора Салліван                   |
| Вік Манні               | поліцейський з дробовиком       |
| Тоні Капоззола          | Нельсон                         |
| Баррі Лівінгстон        | коронер                         |
| Джейсон Лустіг          | водій швидкої допомоги          |
| Білл Ірвінг             | літній пацієнт                  |
| Гаррі Джеймс            | спеціаліст з променевої терапії |
| Кетрін Мері Елледж      | медсестра                       |
| Аманда Фінніган         | лікар Деннісон                  |
| Клаудія Темплтон        | лікар Чад                       |
| Гілларі Блек            | лікар Еверетт                   |
| Генрі Пенсен            | священик                        |
| Енді Гілл               | водій у вогні                   |